# Parafia św. Rocha w Wieleniu
Parafia pw. św. Rocha w Wieleniu − parafia należąca do dekanatu Trzcianka, diecezji koszalińsko-kołobrzeskiej, metropolii szczecińsko-kamieńskiej. Została utworzona 11 maja 1951. Obsługiwana przez księży diecezjalnych. Siedziba parafii mieści się przy Placu Zwycięstwa.

## Obszar parafii
Obejmuje swoim zasięgiem północną dzielnicę miasta: Wieleń Północny.

## Miejsca święte

### Kościół parafialny
Kościół pw. św. Rocha w Wieleniu
Kościół parafialny został zbudowany w latach 1930–1932, konsekrowany 2 lutego 1946.

### Kościoły filialne i kaplice
- Kościół pw. św. Piotra i Pawła Apostołów w Folsztynie
- Kościół pw. Matki Boskiej Siewnej w Herburtowie
- Kościół pw. Narodzenia św. Jana Chrzciciela w Nowych Dworach
- Kaplica pw. św. Józefa w Kuźniczce